# مساحة تصويرية

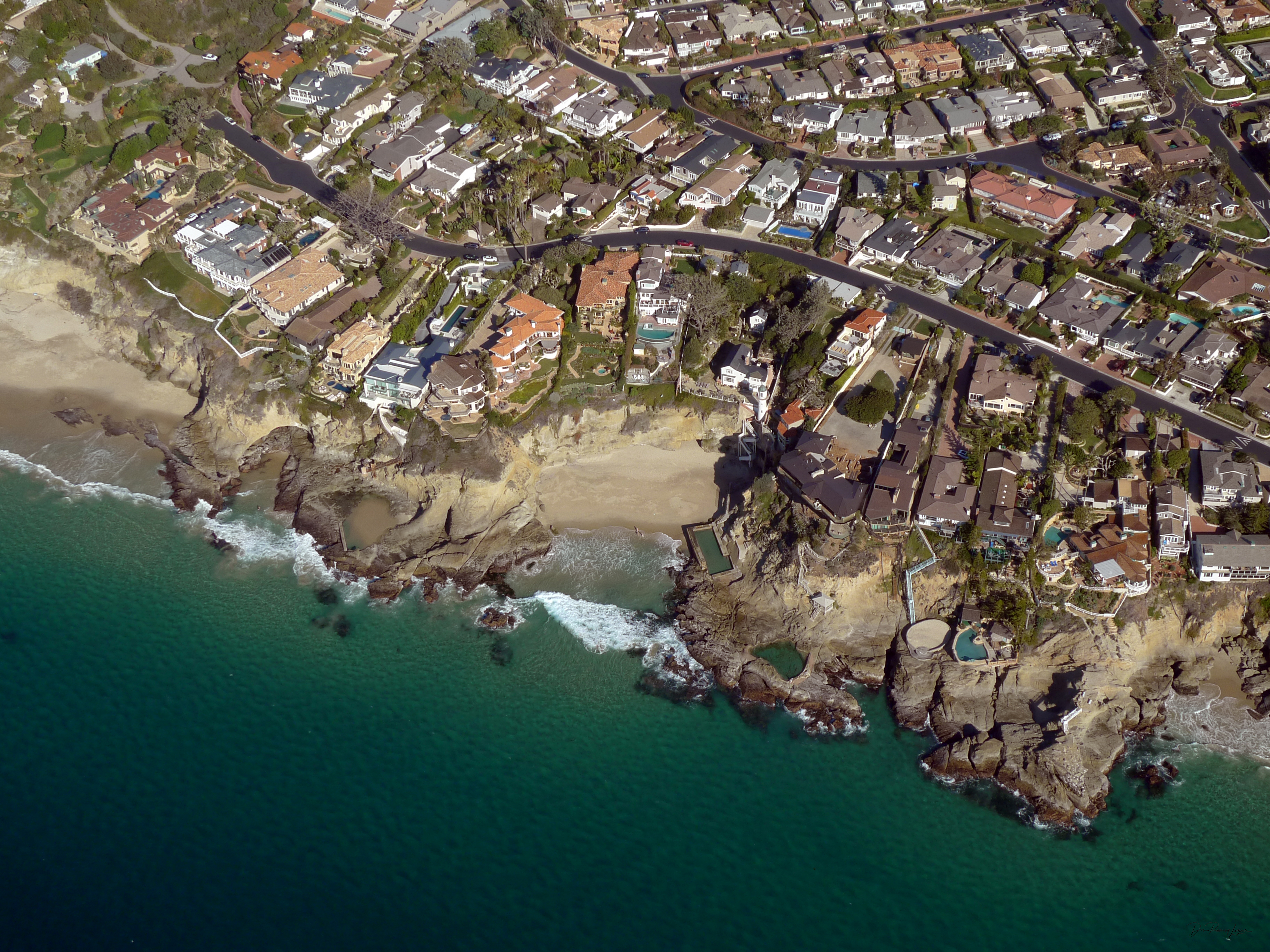
صورة جوية منخفضة الارتفاع لاستخدامها في المساحة التصويرية. الموقع: ثري آرتش باي ، شاطئ لاجونا ، كاليفورنيا.

المِساحة التصويرية علم وفن تكنولوجيا الحصول على معلومات كميّة ونوعية عن المعالم الطبيعية والصناعية لمنطقةً ما بواسطة صور فوتوغرافية أو غير فوتوغرافية لهذه المنطقة.
وتختلف المساحة التصويرية عن المساحة الأرضية في أن المساحة الأرضية تتعامل مع الطبيعة بشكل مباشر، أمّا المساحة التصويرية فيتم الحصول على المعلومات والقياس من الصور بدون احتكاك مباشر مع الطبيعة في أغلب مراحل العمل.

## أنواع المساحة التصويرية
يمكن تصنيف المساحة التصويرية حسب المسافة الفاصلة بين آلة التصوير والشيء المصوّر، فتكون أنواعاً ثلاثة هي:
- المساحة التصويرية الأرضية.
- المساحة التصويرية الجوية.
- المساحة التصويرية الفضائية.

## مراحل تطور المساحة التصويرية
مرّت المساحة التصويرية بعدة مراحل كانت بمثابة وثبات لتنقل المساحة التصويرية من مجرد فكرة إلى كونها من أهم فروع علم المساحة في الوقت الحاضر، وارتبطت المساحة التصويرية بتطور طرق الحصول على الصور، وأهم تلك المراحل:
- أشار الفيلسوف اليوناني أرسطو إلى عملية إسقاط الصور بصرياً.
- في أوائل القرن الثامن عشر، نشر بروك تايلور رسالته حول الرسم المنظوري التخطيطي.
- عام 1839، ظهرت أول عملية تصوير ضوئي على يد نيبس ووليم تالبوت ولويس داجور. حيث استخدموا صفائح معدنية مطليّة بأيوديد الفضة كمادة حستسة للضوء، ولازلت هذه الطريقة منتشرة حتى الوقت الحاضر.
- عام 1840، قام عالم الجيوديسيا الفرنسي دومينيك أرجو بشرح طريقة لاستعمال الصور في أعمال المسح الطبوغرافي.
- عام 1848، ظهرت أول تطبيقات عملية في استعمال الصور لأغراض صنع الخرائط التصويرية والطبوغرافية على يد المهندس في الجيش الفرنسي إيمي لوسيه. واشتملت التطبيقات على استخدام الصور الملتقطة من محطات أرضية وعلى الصور الملتقطة من الجو بواسطة آلات تصوير معلّقة بالبالونات والطائرات الورقية.
- عام 1859، قدم لوسيه أبرز نجاحاته في صنع الخرائط من الصور، واستحق على إنجازاته الرائدة في هذا المجال لقب «رائد علم المساحة التصويرية».
- عام 1867، صنع لوسيه أول خريطة لمدينة باريس من الصور الجوية، وذلك عن طريق آلة تصوير معلّقة ببالون أو طائرة ورقية.
- من عام 1870 إلى عام 1885، ظهرت عدة أبحاث في مجال المساحة التصويرية في كل من فرنسا وإيطاليا والنمسا وهولندا وبريطانيا، وكان العالم الألماني ميدنبور أول من استخدم كلمة المساحة التصويرية في ابحاثه.
- عام 1894، قامت الولايات المتحدة الأمريكية بعمل خرائط لمناطق الحدود الفاصلة بين ألاسكا وكندا باستخدام المساحة التصويرية.
- عام 1902، تم اختراع الطائرة على يد الأخوان رايت، مما كان له الأثر الكبير في دفع عجلة التصوير الجوي خطوات واسعة وهامة إلى الامام، والتي تم استخدامها لأول مرة لالتقاط صور لأغراض المساحة الطبوغرافية عام 1913.
- أثناء الحرب العالمية الثانية ظهر اختراع أجهزة الرسم التجسيمي، وقد تم تأسيس شركات عالمية لأغراض المساحة التصويرية.
- التطور المتلاحق في الحاسبات الآلية وما تبعه من تطور في أجهزة المساحة التصويرية، وطرق إنتاج الخرائط من الصور.
- ظهور الكاميرات الرقمية وظهور الماسحات الضوئية، وظهور جيل جديد من الأجهزة التي تتعامل مع الصور الجوية بغستخدام الحاسب الآلي.
- ظهور الأقمار الصناعية والمحطات الفضائية المعدّة لأغراض المراقبة والاستطلاع والدراسات المختلفة.

## آلات التصوير
ترتبط المساحة التصويرية ارتباطاً وثيقاً بآلة التصوير، حيث تعتبر هذه الآلة هي جهاز الموقع بالنسبة للمساحة التصويرية (كما هو الحال بالنسبة للثيودوليت والشريط ومحطة الرصد المتكاملة في المساحة الأرضية)، ولقد مرت آلات التصوير بعدة مراحل للتطور، وفيما يلي نذكر أهم أنواع الكاميرات من حيث تطورها:

### آلة التصوير ذات الثقب
تعتبر آلة التصوير ذات الثقب أول جهاز لإظهار جسم ما، وهي تتكون من صندوق به ثقب وفي مؤخرته فيلم مصنوعة من مادة حساسة للضوء، ويتم التصوير عندما نسمح للأشعة الضوئية المنعكسة عن الجسم أمام الثقب بالدخول لفترة زمنية بسيطة لتصل إلى الفيلم.
وكان العرب أول من اكتشف هذه الظاهرة، عندما ظهرت لهم صورة معكوسة لجسم خارج خيمة مظلمة داخلها نتيجة للأشعة التي تمر من خلال ثقب صغير في الخيمة، وذكر العالم الحسن بن الهيثم ذلك في مؤلفاته عام 1083. وفي عام 1839 طوّر العالم الفرنسي لويس داجور ألواحاً معندية من الفضة وقام بتعريضها لبخار اليود، وعندما قام بوضع هذه الألواح في مؤخرة صندوق مظلم به ثقب صغير تمكن من الحصول على صورة للجسم الخارجي، وكانت هذه بداية اختراع آلة التصوير.

### آلة التصوير ذات العدسات
تعمل آلة التصوير ذات العدسة بنفس مبدأ عمل آلة التصوير ذات الثقب، حيث تقوم العدسة بعمل الثقب الصغير لآلة التصوير ذات الثقب، ومسافة الصورة عن مركز العدسة تعتمد على مسافة الجسم عنها وعلى البعد البؤري لعدسة آلة التصوير.

### آلات التصوير الجوي
لا بد أن نميز بين آلات التصوير العادية وآلات التصوير الجوي، وذلك من حيث الغرض من الاستخدام وظروف التصوير، حيث يجب أن تحتوي آلة التصوير على عدسة دقيقة ذات قوة تفريق كبيرة، والتقاط ألي للصور للمحافظة على الإتزان ومقاومة الارتجاج.

### آلات التصوير الجوي من حيث الهدف

#### آلة التصوير الجوية الاستطلاعية
ويصمم هذا النوع من آلات التصوير ليعطي صوراً ذات وضوح عالي وتغطية كبيرة، لاستخدامها في مجال التفسير للتعرف على المعالم الطبيعية والأغراض العسكرية. وغالباً ما تكون الخصائص الهندسية للصورة منخفضة مما لا يسمح بالقياس منها.

#### آلة التصوير الجوية المساحية
وهي التي يتم تصميمها خصيصاً لالتقاط صور جوية ذات درجة عالية من الدقة الهندسية، والتي تسمح معه بالقياس الدقيق من هذه الصور.

### آلات التصوير الجوي من حيث التصميم
يمكن تصنيف آلات التصوير من حيث تصميمها لأربعة أنواع:
- آلة التصوير ذات العدسة الواحدة.
- آلة التصوير متعددة العدسات.
- آلة التصوير البانورامية.
- آلة التصوير الشريطية.

### الأجزاء الرئيسية في آلة التصوير
على الرغم من بعض الاختلافات في تركيب آلات التصوير وأشكالها، ألا أنها تتشابه جميعاً من حيث أنها تتكون من العناصر الأساسية نفسها الازموة لإنجاز عملية التصوير، وهي:

### مجموعة العدسات
تتكون من الأجزاء التالية:

#### العدسة
تتكون عدسة آلة التصوير الجوي من مجموعة عدسات، وذلك للتخلص من عيوب العدسة المدبة المفردة، وتكون مصنوعة من الزجاج الجيد، والهدف الأساسي للعدسة هو تجميع الأشعة المنعكسة من سطح الأرض إلى سطح الفيلم الحساس لتكوين الصورة عليه بحيث لا يكون هناك أي تشوهات بقدر الإمكان. وللحصول على أوضح صورة، يوضع الفيلم في المستوى البؤري للعدسة في التصوير الجوي.

#### الحاجب
وظيفة الحاجب التحكم في كمية الأشعة الضوئية التي تمر من خلال العدسة ويتعرض لها الفيلم لتكوين الصورة، وذلك بالتحكم في النافذة التي تحدد قطر العدسة.

#### الغالق
وتتلخص وظيفة الغالق في الفترة الزمنية التي يسمح خلالها لحزمة الأشعة الضوئية بالمرور من خلال العدسة إلى الفيلم، ويطلق على هذه الفترة الزمنية سرعة الغالق.

#### المرشح
وهو عبارة عن زجاج غير مؤثر على مسار الضوء، وللمرشح وظائف متعددة منها:
- المحافظة على العدسة من التأثيرات الخارجية.
- توزيع الأشعة الساقطة على الفيلم، لكي تكون كثافة الضوء متساوية على جميع أجزاء الفيلم.
- فرز الألوان حسب طول الموجة النقرر تمريرها، فيمرر بعضها ويمتص الآخر.

### مخروط آلة التصوير
عبارة عن الجزء الذي يربط العدسة بالمستوى البؤري، ومهمته هي منع أي ضوء قادم من غير العدسة، بالإضافة إلى المحافظة على العلاقة الهندسية بين العدسة والبعد البؤري.

### مخزن الفيلم
يوجد بهذا الجزء بكرة يسحب منها الفيلم لتعريضه للأشعة الضوئية التي تمر من خلال العدسة أثناء التقاط الصورة، ويلف الفيلم حول بكرة أخرى ليعاد تخزينه بعد التصوير. كما يحتوي مخزن الفيلم على آلة ضبط الفيلم، لكي يكون مستوياً أثناء التقاط الصورة.

### جسم آلة التصوير
يحوي جسم آلة التصوير على الأجزاء التي تقوم بتشغيل آلة التصوير، مثل:
- القوى الكهربائية.
- الأجزاء الإلكترونية.

كما يحتوي على العناصر التي تمدنا بالمعلومات التي تم طبعها على الفيلم.

## أنواع الصور الجوية

التصوير الرأسي والتصوير المائل

يمكن التصنيف في أكثر من إتجاه كنوع الفيلم وآلة التصوير وغيرها. والمهم في مجال المساحة هو العلاقة الهندسية بين المعالم الظاهرة على الصورة ومواقعها في الطبيعة، ولذلك يتم تصنيف الصورة الجوية بناءً على زاوية ميل محور آلة التصوير أثناء التقاط الصور، أو بالأصح تبعاً لوضع محور التصوير وقت التقاط الصورة، وذلك يصنف إلى ثلاثة أنواع:

### الصور الرأسية
هي الصورة التي يتم التقاطها عندما يكون محور آلة التصوير في وضع رأسي تماماً مع الأرض، ويصعب عملياً الحصول على صورة رأسية تماماً لأن هناك عوامل تجعل الرأسية المطلقة مستحيلة، وهذا النوع من الصور يستخدم في الأغراض المساحية.

### الصور المائلة
في هذا النوع من الصور يُتعمد إمالة محور التصوير للحصول على تغطية أكبر، حيث تزيد زاوية الميل عن ثلاث درجات (3°)، ولا تكون الإمالة شديدة بحيث يظهر خط الأفق في الصورة.

### الصور شديدة الميل
وتسمى أيضاً الصور الممالة، حيث يميل محور آلة التصوير بزواية كبيرة في هذه الصورة، بحيث يظهر خط الأفق، وتغطي الصورة مساحة كبيرة من سطح الأرض؛ أي الحصول على تغطية أكبر، وهي نوعان:
- صور شديدة الميل.
- صور صغيرة الميل.